# كتب ساكرومونتي الرصاصية

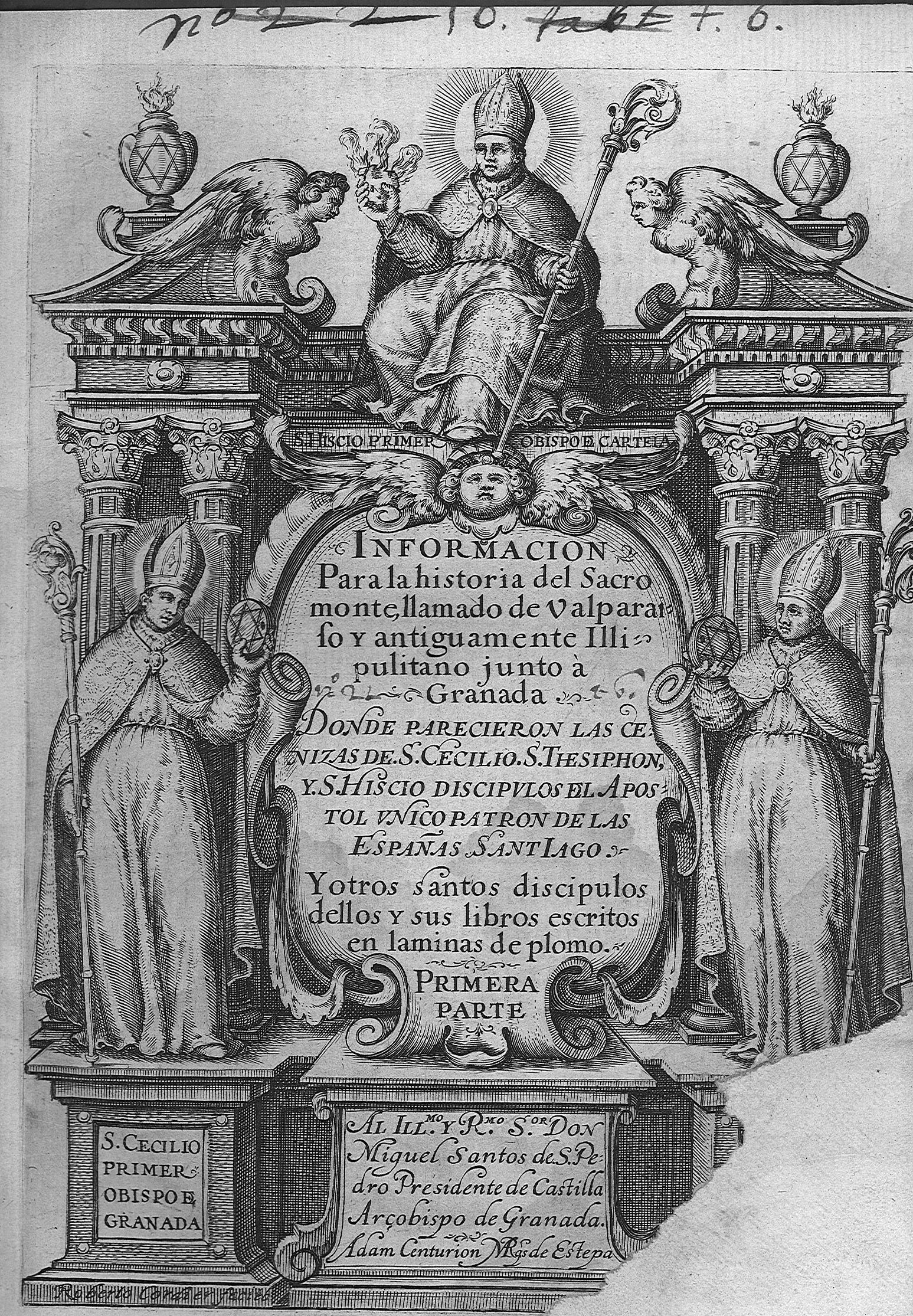

كتب خندق الجنة الرصاصية (بالإسبانية: Plomos del Sacromonte أو Libros plúmbeos)‏ عبارة عن 22 لوحة رصاصية دائرية حجمها 10 سم، سجلت بها رسومات ونصوص باللاتينية وحروف بأبجدية عربية، وأطلق عليه لاحقا اسم الحروف السليمانية. وتم تفسير الكتاب في بداية الأمر على أنه الإنجيل الخامس (بعد متى ولوقا ومرقس ويوحنا) وأن مريم العذراء أنزلته باللغة العربية لنشره في إسبانيا.
وصُنفت لاحقًا كأهم حادثة تزوير في تاريخ إسبانيا، حيث وصل الاهتمام بهذه الكتب لنفس مستوى الاهتمام بالأناجيل الأربعة. واستغرق الباحثون في الكنيسة وقتًا طويلًا للتأكد من صحة أو زيف هذه اللوحات الرصاصية، لأنه خُطط لها بعناية واحترافية عالية. ويعتبر تزويرا، حسب رواية الكنيسة. وينظر له اليوم، حتى ولو كان تزويرًا، كعمل ذو هدف أسمى ونبيل: من أجل التقريب بين الديانتين (المسيحية والإسلام) وإنقاذ العربية وللخلاص من الاضطهاد الذي كان يتعرض له الموريسكيون.

## الاكتشاف
يفترض أنه استخرج جنبا إلى رفات بشرية في ضاحية ساكرومونتي (خندق الجنة سابقا) بوادي فالبارايسو في مدينة غرناطة بين سنوات 1595م و 1599م. ويشمل الكتاب كذلك ما تم اكتشافه سابقا في 18 مارس 1588، و«صادف» هذا اليوم احتفال الكنيسة بعيد رئيس الملائكة القديس جبرائيل، وهو مُنزِّل الوحي على نبي الإسلام محمد، حيث كان يجري بناء كاتدرائية غرناطة وسط المدينة وتم هدم برج توربيانا، الذي كان يشكل مئذنة جامع غرناطة الكبير، فعثر فيه على عظام داخل صندوق معدني يحتوي أيضا على مخطوط (أيضًا مكتوب بعدة لغات) وصورة للعذراء، والذي يتحدث عن شهيد اسمه سيسيليو من العرب المسيحيين الذين رافقوا القديس يعقوب بن زبدي المعروف بسانتياغو، في محاولة لإثبات أن المسيحيين الأوائل الذين دخلوا شبه الجزيرة الإيبيرية كانوا من العرب قادمين من شبه الجزيرة العربية.

## حبكة الكتب الرصاصية
يحاول الكتاب رواية قصة حقيقية، للاستحواذ على التاريخ ، حسب قول المؤرخة ميرسيديس غارسيا أرينال، للتأثير على الرأي العام بشكل عام والمملكة الإسبانية على وجه الخصوص للتأكيد على أن المجتمع المورسكي من أصل قديم، مسيحي، ومقدس. وفي نفس الوقت الدفاع عن أهم رموز هويتهم : اللغة العربية، لغة القرآن. وبعبارة أخرى، حتى في حالة استئصال الإسلام من إسبانيا، سيسمح للعربية التعايش في وئام مع الإيمان المسيحي.

## الترجمة والتحقيق
للتحقق من صحتها، انكب عليها المترجمين، وتذكر المصادر التاريخية أسماء: الونسو ديل كاستيو (طبيب ومترجم موريسكي في بلاط الملك فيليب الثاني)، ميجيل دي لونا (طبيب موريسكي ومترجم اللغة العربية الخاص بالملك فيليب الثاني، ومؤلف الرواية الحقيقية لقصة الملك رودريغو ...) ولويس فاخاردو (أستاذ اللغة العربية في جامعة سالامانكا)، وفرانسيسكو لوبيز تاماريد. ولكن هناك مترجم خامس لم تذكر المصادر الإسبانية اسمه، إنه حامد بيخارانو، أو أفوقاي، الذي يقول في مذكراته، أنه تم استدعائه من طرف رئيس أساقفة غرناطة بيدرو دي كاسترو فاكا، بعد أن كسب ثقته، على رغم كونه متفقها في العلوم الإسلامية، حيث كان يعيش تحت رخصة التقية الإسلامية، لتجنب المشاكل مع محاكم التفتيش. واستطاع تفسير وفك طلامس تلك الكتب بعد أن استعصت بعض نصوصها على المترجمين الآخرين.
ويُظهر المؤرخ الإسباني لويس دل مارمول كرفاخال، وهو الذي عايش تلك الفترة، شكوكه في أحد رسائله لأحد القساوسة، أن الذي وراء تأليف تلك الكتب هما الطبيبين والمترجمين الونسو ديل كاستيو وصديقه ميجيل دي لونا، وأنهم وراء هذه الخدعة. ويرجح أن أحمد بن قاسم الحجري كان من المشاركين. فبعد عمليات نقد لغوي وتاريخي تم تحديدها على أنها خدعة مفبركة من قبل موريسكيين ذوي مكانة اجتماعية وثقافية عالية، في محاولة منهم للتوفيق بين المسيحية مع الإسلام، في أعقاب حرب البشرات. وفي ذلك الوقت، اعتبرها لويس توليدو تريبالدوس أنها عملية تزوير ، ولكن المطران بيدرو فاكا دي كاسترو روج لعدة ترجمات في فترات زمنية مختلفة مما زاد الارتباك حتى عام 1682، خصوصا وأن هذه الكتب الرصاصية كانت تروج لعقيدة سيدتنا التي حُبل بها بلا دنس لمريم العذراء، وهي نفس العقيدة التي كان هذا المطران من أشد المدافعين عنها حتى قبل اكتشاف الكنز، حيث ظلت روما ترفض الاعتراف بهذه العقيدة. وفي وسط هذا الجدال كان اليسوعي خيرونيمو رومان دي لا هيغيرا، من مقره في طليطلة، يرسل عدة رسائل لبيدرو دي كاسترو يشدد فيها على صحة ومصداقية الكنز، ومما ذكره في رسائله : «كان هذا الإقليم الأول بعد أورشليم الأكثر اغتسالا بدماء الشهداء كما يذكر رصاص هذه الصحائف»، مساندا الرواية القائلة أن أول قداس على أرض إسبانيا كان في غرناطة وعلى يد سانتياغو، ومهاجما بشكل غير مباشر خوان باوتيستا بيريث، الذي كان يؤكد على أن الكتب الرصاصية مزورة، وكان هذا الأخير يقدم حجج دامغة لذلك: كيف كتب القديسون هذه الكتب باللغة العربية والإسلام لم يظهر ولم يدخل إسبايا بعد؟، لكن اليسوعي رومان دي لا هيغيرا دحض هذه الحجج بحرارة ولهجة قوية، توهم أن له مشاركة شخصية في صناعة كتب ساكرومونتي، حيث رد عليه أن العربية قريبة من العبرية واستعمل حجة الأنباط وأن هناك الكثير من القديسين من أصول عريبة.
وكان هذا اليسوعي متورطا في قضية تزوير أخرى، حاولت هي الأخرى إثبات أن يهود إسبانيا قدماء كانوا موجودين في شبه الجزيرة الإيبيرية قبل وفاة المسيح، في محاولة لإبعاد عنهم تهمة قتل الرب (باللاتينية: deicīda) التي كانت تلاحق بها محاكم التفتيش كل اليهود الذين اعتنقوا المسيحية ولم يخرجوا من البلاد، وابعاد هذه التهمة عنهم كانت ستسمح لهم الحصول على ورقة تؤكد صفاء دمهم تسمح لهم العيش بكرامة بين الإسبان. وأحد ألقاب رومان دي لا هيغيرا تدل على أن أحد أبويه من المعتنقين الجدد للمسيحية، كما كان على تواصل مع ألونسو ديل كاستيو، مما يدل على أنه كان على علم مسبق بعملية التزوير.
وأعلن رسميا عن زيف كتب ساكرومونتي الرصاصية من قبل البابا إنوسنت الحادي عشر، ولكن تم الإبقاء على الاثار التي ظهرت مع الكتب على أنها أصلية ومقدسة، وتم حفظها في روما، حيث بقيت حتى عام 2000، عندما عادت إلى غرناطة.